# Cordovil
Cordovil é um bairro da Zona da Leopoldina na Zona Norte do município do Rio de Janeiro.
Seu IDH, no ano 2000, era de 0,791, o 98º melhor do município do Rio de Janeiro.

## História
Cordovil faz divisa com os bairros de Brás de Pina, Irajá, Vista Alegre, Parada de Lucas e Penha Circular.
Situado em terras que pertenceram no século XVII, ao Provedor da Fazenda Real Bartolomeu de Siqueira Cordovil, natural de Alvito, Évora, Portugal, que posteriormente foi transformado no Engenho do Provedor da Fazenda Real, Francisco Cordovil de Siqueira e Mello, filho de Bartolomeu.
Em 1902, foi vendido pelos remanescentes da família para o Visconde de Moraes, que o loteou em 1912 dando origem a urbanização do bairro. A fazenda original pertencia a freguesia de Irajá. O aniversário de fundação de Cordovil é em 5 de outubro, já que foi neste dia, em 1910, que ocorreu a inauguração da estação ferroviária do bairro. O aniversário foi estabelecido recentemente pelo projeto de lei nº 989/2002, da vereadora Rosa Fernandes, que incluiu no calendário oficial do município do Rio de Janeiro essa data.
Poucos sabem mas Cordovil é o primeiro bairro da capital a ser banhado pelas águas da Baía de Guanabara. Ao final da rua Porto Baião, próximo à Linha Vermelha e ao Parque das missões, há um matagal que vai terminar na foz do Rio Meriti, que delimita o começo da capital. Infelizmente tal área não é própria para o banho, mas antigamente, então mais limpa, as pessoas da região administrativa de Vigário Geral: Vigário Geral, Jardim América e Parada de Lucas) faziam uso desse local.
Atualmente, o Cordovil sofre com a atuação de grupos criminosos, assim como os bairros vizinhos. Em 2024, algumas ruas do bairro continham barricadas para dificultar o acesso, e houve registros de confrontos armados na região.
Possui um sub-bairro: Cidade Alta, onde há um conjunto de favelas que de tão extensas, mistura-se também aos bairros vizinhos (Brás de Pina, Parada de Lucas e Vigário Geral)

## Vexilologia

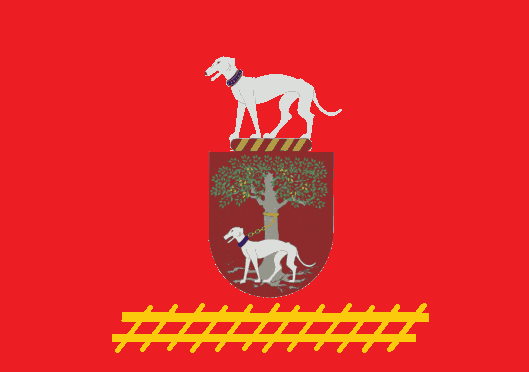
Bandeira do bairro de Cordovil, o único na cidade com sua própria bandeira oficialmente reconhecida

O bairro de Cordovil é o único da cidade do Rio de Janeiro a possuir uma bandeira própria, reconhecida por lei.
A vexilologia representada na bandeira é o brasão da família Cordovil - brasão este criado há mais de 700 anos - sob os trilhos ferroviários em cor dourada da então Estrada de Ferro Leopoldina.

## Dados Geográficos
Pessoas Residentes por sexo:
- Masculino (2000): 21.663;
- Feminino (2000): 24.870;

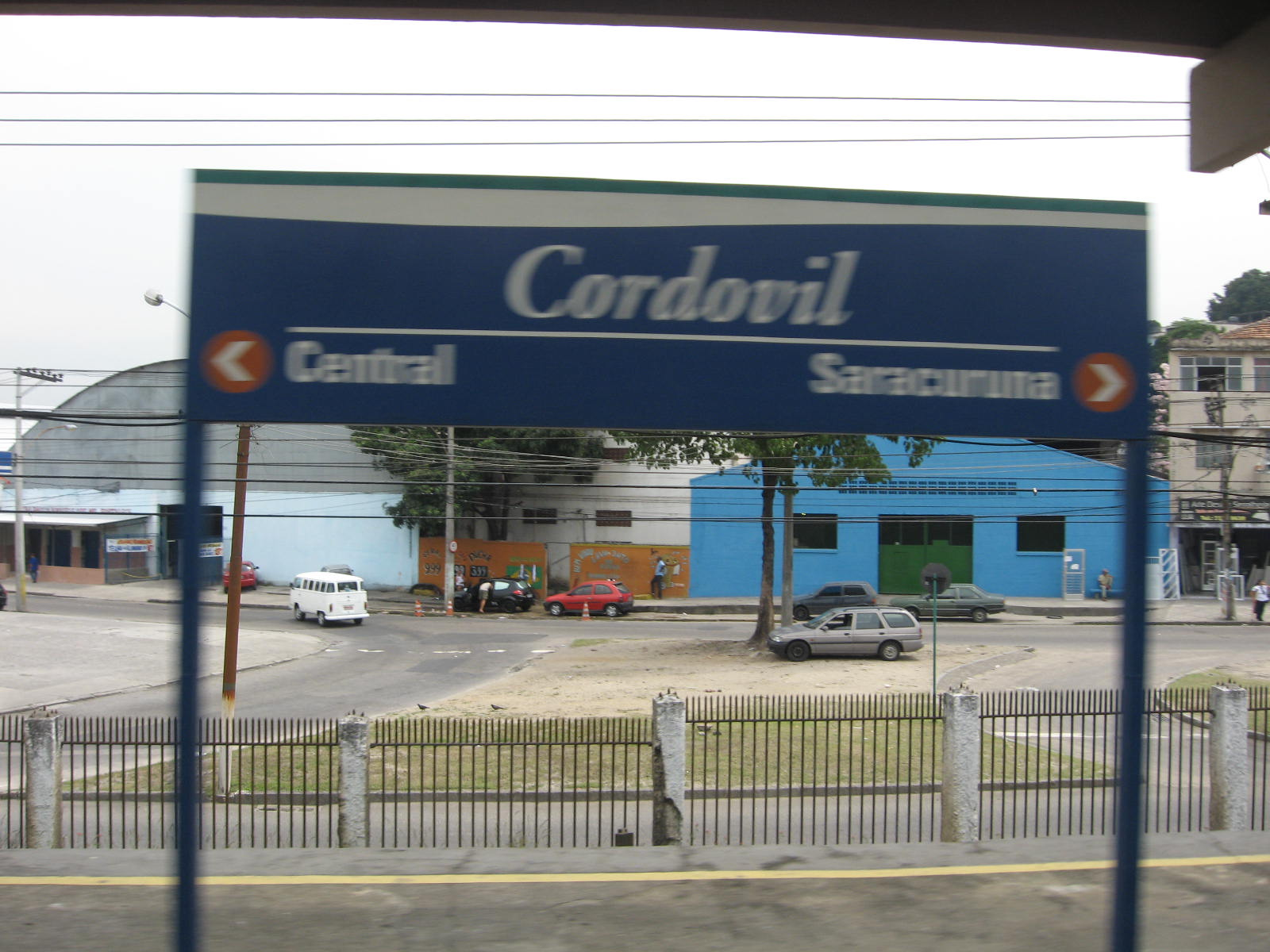
Estação de trem de Cordovil

Pessoas Residentes Alfabetizadas por Sexo
- Homens (2000): 18.418;
- Mulheres (2000): 21.257;

Pessoas Residentes Não Alfabetizadas por Sexo
- Homens (2000): 1.266;
- Mulheres (2000): 1.755;

Responsáveis pelos Domicílios Particulares por sexo
- Masculino (2000): 8.783;
- Feminino (2000): 5.204;

Áreas Naturais
- Área Total (2000): 1,34 %;
- Floresta (2000): 0,00 %;

Áreas Urbanizadas e/ ou Alteradas
- Área Total (2000): 98,66 %;

Unidades de Conservação
- Área Total (2000): 0 m²;

Unidades de Conservação - APA
- Área Total (2000): 0 m²;

Unidades de Conservação - APARU
- Área Total (2005): 0,00 m²;

Unidades de Conservação - Reservas
- Área Total (2010): 0,00 m²;

Unidades de Conservação - Parques
- Área Total (2010): 60 m²;

Unidades de Conservação - ARIE
- Área Total (2010): 0,00 m²;

Áreas Legalmente Protegidas
- Área de Unidades Tombadas (2010): 0,00 m²;
- Área de outros bens legalmente preservados (2010): 0,00 m²;

Nascimentos por tipo de parto
- Vaginal (2000): 644;
- Cesariana (2000): 193;

Nascimentos por Sexo
- Feminino (2000): 602;
- Masculino (2000): 727;
- Ignorado (2000): 9;

Taxa de Mortalidade (por mil nascidos vivos)
- Infantil (2000): 4;
- Neonatal Precoce (2000):7;
- Neonatal Tardio (2000): 3;
- Pós-neonatal (2000): 0;

Unidades escolares públicas municipais
- Total de unidades escolares Municipais (2010): 12;

- Commons